# Lac Eufaula
 (janvier 2016).
Si vous disposez d'ouvrages ou d'articles de référence ou si vous connaissez des sites web de qualité traitant du thème abordé ici, merci de compléter l'article en donnant les références utiles à sa vérifiabilité et en les liant à la section « Notes et références ».
Le lac Eufaula est un lac de barrage de l'Oklahoma, aux États-Unis d'Amérique. Il est situé sur la rivière Canadian, près de la ville d'Eufaula, à 43 kilomètres en amont du confluent entre la rivière Canadian et la rivière Arkansas.

## Géographie
C'est le plus grand lac entièrement contenu dans l'Oklahoma et se développe sur 410 km2. Le lac Texoma, plus grand, se situe de part et d'autre de la frontière entre l'Oklahoma et le Texas.
Le barrage à l'origine de ce lac est un barrage de 975 mètres de long, construit de 1956 à 1964, utilisé pour la production d'énergie hydroélectrique.
Le lac et ses alentours sont des destinations touristiques (bateau, pêche, chasse).